# Ставігуда
Ставігуда (пол. Stawiguda, нім. Stabigotten) — село в Польщі, у гміні Ставігуда Ольштинського повіту Вармінсько-Мазурського воєводства.
Населення — 1639 осіб (2011).

## Демографія
Демографічна структура станом на 31 березня 2011 року:
|          | Загалом | Допрацездатний вік | Працездатний вік | Постпрацездатний вік |
| -------- | ------- | ------------------ | ---------------- | -------------------- |
| Чоловіки | 795     | 173                | 571              | 51                   |
| Жінки    | 844     | 165                | 554              | 125                  |
| Разом    | 1639    | 338                | 1125             | 176                  |